# Alex Lawson
Alex Lawson (* 31. Januar 1994 in Tempe, Arizona) ist ein US-amerikanischer Tennisspieler.

## Karriere
Lawson spielte vier Jahre College Tennis an der University of Notre Dame, bevor er sich zu einer Karriere als Tennisprofi entschied.
2016 spielte Lawson erstmals Profitennis. Auf der ATP World Tour kam er in Newport durch eine Wildcard zu seinem Debüt. An der Seite von Mackenzie McDonald verlor er seine Auftaktpartie gegen die Brüder Ken und Neal Skupski mit 6:7, 6:7. Darüber hinaus erreichte er im Doppel drei Finals der ITF Future Tour sowie 
zwei Halbfinals in Winnetka und Champain auf der ATP Challenger Tour, wohingegen Lawson im Einzel noch kein einziges Match gewinnen konnte. Seine beste Platzierung im Doppel datiert auf das Jahr 2022 mit einem 101. Rang.
Im Juli 2018 gewann Lawson in Granby seinen ersten Titel auf der Challenger Tour. Mit Li Zhe setzte er sich im Finale in zwei Sätzen gegen JC Aragone und Liam Broady durch.

## Erfolge
| Legende (Anzahl der Siege)  |
| Grand Slam                  |
| ATP World Tour Finals       |
| ATP World Tour Masters 1000 |
| ATP World Tour 500          |
| ATP World Tour 250          |
| ATP Challenger Tour (5)     |

### Doppel

#### Turniersiege
| Nr. | Datum              | Turnier   | Belag         | Partner          | Finalgegner                      | Ergebnis          |
| --- | ------------------ | --------- | ------------- | ---------------- | -------------------------------- | ----------------- |
| 1.  | 28. Juli 2018      | Granby    | Hartplatz     | Li Zhe           | JC Aragone Liam Broady           | 7:62, 6:3         |
| 2.  | 20. Juli 2019      | Gatineau  | Hartplatz     | Marc Polmans     | Hans Hach Verdugo Dennis Novikov | 6:4, 3:6, [10:7]  |
| 3.  | 20. März 2021      | Cleveland | Hartplatz (i) | Robert Galloway  | Evan King Hunter Reese           | 7:5, 6:75, [11:9] |
| 4.  | 31. Juli 2021      | Segovia   | Hartplatz     | Robert Galloway  | JC Aragone Nicolás Barrientos    | 7:68, 6:4         |
| 5.  | 14. September 2024 | Las Vegas | Hartplatz     | Trey Hilderbrand | Tristan Boyer Tennyson Whiting   | 6:79, 7:5, [10:8] |

## Abschneiden bei Grand-Slam-Turnieren

### Doppel
| Turnier         | 2021 | 2022 | Karriere |
| --------------- | ---- | ---- | -------- |
| Australian Open | —    | —    | —        |
| French Open     | —    | —    | —        |
| Wimbledon       | —    | —    | —        |
| US Open         | 2    | 2    | 2        |